# سیارک ۴۶۰۱
سیارک ۴۶۰۱ (به انگلیسی: 4601 Ludkewycz، نامگذاری:1986LB) چهار هزار و ششصد و یکمین سیارک کشف شده‌است که در ۳ ژوئن ۱۹۸۶ کشف شد.
قدر مطلق سیارک برابر ۱۲٫۴۰ است.